# L. C. Hughes

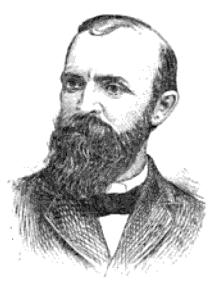
L. C. Hughes

Louis Cameron „L. C.“ Hughes (* 15. Mai 1842 in Philadelphia, Pennsylvania; † 24. November 1915 in Tucson, Arizona) war ein liberaler, US-amerikanischer Politiker (Demokratische Partei) und von 1893 bis 1896 Gouverneur des Arizona-Territoriums.

## Frühe Jahre
Louis Cameron Hughes, Sohn von Samuel und Elizabeth Edwards Hughes, wurde am 15. Mai 1842 in Philadelphia geboren. 1844 kam er in ein Waisenhaus, weil seine Eltern entweder tot oder nicht in der Lage waren sich um ihn zu kümmern. Später wuchs er auf einer Farm auf, wo er von einem Schuldknecht zu einem calvinistischen Farmer aufstieg. Er lebte dort bis zu seinem 16. Lebensjahr. Zum Abschied bekam er 15 Dollar und wurde seinem Schicksal überlassen. Er besuchte eine öffentliche Schule in Meadville, Pennsylvania.
Hughes war ein überzeugter Abolitionist und verpflichtete sich bei Ausbruch des Sezessionskriegs als Private in der 101 Pennsylvania Kompanie A, wo er zwei Jahre lang diente. Er war unter anderem in der Knapp's Pittsburgh Battery, die für die Verteidigung des Kapitol zuständig war. 
Nach dem Krieg arbeitete er als Mechaniker. So sparte er sich das Geld zusammen um das College an der Meadeville Theological School und später die Edinburgh State Normal School zu besuchen. Parallel dazu war er Mitglied der Ancient Order of United Workmen und Sprecher der International Convention of Machinists, die 1868 in Cleveland, Ohio abgehalten wurden und auch der Blacksmiths Union of America.
Im Juli 1868 heiratete er E. Josephine Brawley, die ein Mitglied der Women's Suffrage Movement war und auch eine treibende Kraft bei der Gründung der Women's Christian Temperance Union of Arizona.

## Arizona
Aus gesundheitlichen Gründen kam Hughes 1871 nach Arizona. Dort eröffnete er eine Anwaltspraxis, bevor er am 17. Januar 1873 im Arizona Territorial Supreme Court tätig wurde. Ferner war er im Juni 1872 als Stadtrat für Tucson und später vom 15. April 1873 als County Attorney tätig. Hughes wurde zum Attorney General des Arizona-Territoriums ernannt, jedoch trat er schon nach einem Jahr von diesem Posten zurück. Im März 1877 gründete er den Daily Bulletin, welcher später zum Triweekly Arizona Star und schließlich am 26. Juni 1879 zum Arizona Star wurde. Er verkaufte erst 1907 seine Anteile an der Zeitung. In den 1880er Jahren war er als United States Court Commissioner tätig und ab 1891 Vorstandsmitglied der World's Fair in Chicago. Später war er für die Heilsarmee in Tucson tätig. Darüber hinaus förderte er die freie Abstinenzbewegung, das Frauenwahlrecht, Arizonas Eigenstaatlichkeit und andere Bewegungen.

## Gouverneur des Arizona-Territoriums
Hughes wurde am 14. April 1893 zum Gouverneur von Arizona gewählt. Während seiner Amtszeit räumte er mit den Wahlprozessen auf, weil Wähler häufig mit Alkohol gekauft wurden. Er befürwortete das Frauenwahlrecht und geheime Abstimmungen. Ferner führte er die meisten Gesetze in Arizona ein. Darunter waren die Gesetze bezüglich Bordelle, der Alkoholausgabe an Minderjährige, des Ehebruchs und das Sabbatgesetz. Außerdem förderte er die Einrichtung eines Überwachungsausschusses für Regierungsbehörden, wie des territorialen Gefängnisses und der Irrenanstalt, sowie die Einrichtung einer Einwanderungsbehörde, die Unternehmen bestärken sollte nach Arizona zu kommen. Bewässerung und boomende Bauholzindustrie in Flagstaff waren seine oberste Priorität. Er verringerte die territorialen Schulden und schuf einen unparteiischen Überwachungsausschuss. Aufgrund seiner liberalen Ansichten schuf er sich auch einige Feinde, die ihn zuletzt 1896 aus seinem Amt entfernten.

## Weiterer Lebenslauf
Ab 1897 war er für das Board of Regent tätig und ging schließlich seiner Tätigkeit in seiner Zeitung, dem Arizona Star, nach. Er befürwortete 1904 und 1905 gemeinsam mit New Mexico die Eigenstaatlichkeit. Nachdem eine Beleidigungsklage gegen ihn 1907 eingereicht wurde, verließ er den Arizona Star. Hughes verstarb am 24. November 1915 in Tucson, Arizona und wurde anschließend auf dem Evergreen Cemetery in Tucson beigesetzt.